# Защита Басмана
Защита Басмана — шахматный дебют, начинающийся ходами: 
 1. e2-e4 g7-g5.
Относится к полуоткрытым началам.
Дебют назван по имени английского шахматиста М. Басмана, регулярно и небезуспешно применявшего ход 1. …g7-g5 на практике. Сам М. Басман назвал данное начало «Дебют Борга» (англ. Borg Opening), так как чёрные, выбирая продолжение 1. …g7-g5, фактически разыгрывают дебют Гроба с переменой цвета («Борг» — записанная наоборот фамилия шахматиста Гроба). Чёрные также имеют возможность свести игру на схемы в духе защиты Робача с построением расширенного фианкетто.
Теория относится к дебюту критично, так как чёрные отказываются от борьбы за центр и существенно ослабляют королевский фланг. При неосторожной игре чёрные могут получить дурацкий мат (см. примерную партию № 2).
В современной турнирной практике защита Басмана почти не встречается.

## Варианты

### Продолжение 2. d2-d4
Данное продолжение является наиболее популярным. Далее возможно:
- 2. …h7-h6
  - 3. Сf1-d3 d7-d6 4. Кg1-e2 — с идеей перевода коня на поле g3, где он будет контролировать слабые пункты f5 и h5[1].
  - 3. h2-h4 g5-g4 — гамбитный вариант[2].
  - 3. Кb1-c3 Сf8-g7 4. Сf1-c4 Кb8-c6 5. Сc1-e3 e7-e6 6. Кg1-e2 f7-f5 7. e4:f5 d7-d5 8. Сc4-b3 e6:f5 9. Сb3:d5 — с преимуществом у белых[3].
- 2. …Сf8-g7 3. Сc1:g5 3. …c7-c5 4. Сg5-e3 Фd8-b6 5. Кb1-c3 Фb6:b2 6. Кc3-d5 Крe8-d8 7. Лa1-b1 Фb2:a2 8. Лb1-a1 Фa2-b2 9. Сf1-c4 — с преимуществом у белых[4].
- 2. …Кg8-f6? 3. e4-e5 — ведёт к позиции в духе защиты Алехина, где чёрный конь становится мишенью белых пешек; при этом чёрные теряют пешку g5[5].
- 2. …e7-e6 3. h2-h4!? g5:h4 4. Фd1-h5 — с возможностями атаки у белых[6].
- 2. …e7-e5? 3. Кg1-f3 e5:d4 4. Сc1-g5 Сf8-b4+ 5. c2-c3 d4:c3 6. Кb1-c3 — у белых подавляющий перевес в развитии[7].

### Другие продолжения
Согласно статистике, данные варианты являются менее распространёнными.
- 2. Сf1-c4
- 2. d2-d3
- 2. Кb1-c3
- 2. h2-h4
- 2. Кg1-f3

## Примерные партии
- Моррисон — Басман, Манчестер, 1981[8]

1. e2-e4 g7-g5 2. d2-d4 h7-h6 3. Сf1-d3 Сf8-g7 4. Кg1-e2 c7-c5 5. c2-c3 Кb8-c6 6. d4:c5 b7-b6 7. c5:b6 Фd8:b6 8. 0—0 Кg8-f6 9. Кb1-d2 Кc6-e5 10. Кd2-c4 Кe5:c4 11. Сd3:c4 Сc8-b7 12. Кe2-g3 e7-e6 13. Сc4-d3 g5-g4 14. Сc1-e3 Фb6-c7 15. f2-f3 h6-h5 16. f3:g4 Кf6:g4 17. Фd1-f3 0—0—0 18. Сe3-d4 Сg7-e5 19. Сd4:e5 Кg4:e5 20. Фf3-e3 Лd8-g8 21. Кg3-e2 f7-f5 22. Сd3-c2 f5:e4 23. Сc2:e4 d7-d5 24. Сe4-f3 Крc8-b8 25. Кe2-d4 Кe5-g4 26. Сf3:g4 h5:g4 27. g2-g3 e6-e5 28. Кd4-b5 d5-d4 29. Кb5:c7 d4:e3 30. Кc7-e6 Лh8:h2 31. Крg1:h2 Лg8-h8+ 32. Крh2-g1 Лh8-h1× 0-1.
- Мейфилд — Тринкс, Омаха, 1959[9]

1. e2-e4 g7-g5 2. Кb1-c3 f7-f5 3. Фd1-h5× 1-0.